# Ànima en pena
L'ànima en pena fa referència a l'esperit del difunt que no ha pogut passar a l'altre món i, per tant, roman temporalment a la terra. Aquesta manca de traspàs pot ser deguda a deficiències en els ritus funeraris, al tipus de mort (suïcidi, assassinat sense resoldre o similars) o invocacions dels vius. La qualificació d'"en pena" ve motivada perquè aquest esperit no pot tenir el descans etern, fet que li causa angoixa i tristor. Per això quan s'apareix als vius sol exigir algun acte de reparació que li permeti abandonar definitivament aquest món o bé intenta acabar els assumptes pendents que no deixen que s'oblidi de la vida.
En el marc de les religions orientals rep el nom de preta i en els cultes germànics de wight, tot i que aquest darrer té més connotacions de mort vivent. Un possible origen de les ànimes en pena està en les ombres clàssiques, una part de l'ànima que es podia aparèixer des de l'Hades de mode temporal, usualment per advertir o guiar els herois.